# Senecauxia coraliae
Senecauxia coraliae är en fjärilsart som beskrevs av De Toulgoët 1989. Senecauxia coraliae ingår i släktet Senecauxia och familjen björnspinnare. Inga underarter finns listade i Catalogue of Life.